# Surgut
Surgut (russisk: Сургут, tr. Surgut) er en by i Sibirien i Rusland, den største by i Khanty-Mansíjskij autonome okrug. Med sine 395.900 (2022) indbyggere er Surgut en af de få byer i Rusland, der befolkningsmæssigt er større end hovedstaden eller det administrative center for den føderale enhed og langt den største by i okrugen.
Surgut blev grundlagt i 1594 .

## Geografi
Byen ligger på den Vestsibiriske slette, i den centrale del af tajgaen, på højre bred af floden Ob. Byområdet er karakteriseret ved en kombination af sletter og bjerge. Surgut ligger i 250 km øst for Khanty-Mansijsk, i 708 km nordøst for Tjumen og 2889 km øst for Moskva. Byens areal er på 353,97 km².